# Centaurea sivasica
Centaurea sivasica — вид квіткових рослин родини айстрових (Asteraceae). Ендемік Туреччини (Внутрішня Анатолія, Північна Анатолія).

## Середовище
Населяє степи.

## Морфологічна характеристика
Це багаторічник 15–25 см заввишки, розгалужений від основи. Листки знизу шорсткі, перисто-розсічені, сегменти ланцетно-яйцюваті, верхні листки цілісні. Квіткова голова одиночна. Обгортка циліндрична. Квіточки рожевувато-пурпурові. Період цвітіння: літо.